# La Défense de Paris (groupe sculpté)
Pour l’article homonyme, voir La Défense de Paris (chant).
La Défense de Paris est un groupe sculpté de Louis-Ernest Barrias, inauguré le 12 août 1883 au « carrefour de Courbevoie », renommé de ce fait « rond-point de la Défense » et que les travaux d'aménagement ont définitivement fait disparaître en 1971. Il se trouve sur la commune de Puteaux dans les Hauts-de-Seine, à l'ouest de Paris.
Il honore les victimes militaires et civiles du siège de Paris pendant la guerre franco-allemande de 1870.
Plusieurs fois déplacé, quelque temps remisé, il a jadis donné son nom à l'indicatif téléphonique desservant Courbevoie puis au quartier d'affaires de la Défense, dont il constitue aujourd'hui l'une des œuvres d'art.

## Contexte historique
En janvier 1879, les Républicains devenus majoritaires à la Chambre accèdent au pouvoir. Ils souhaitent rompre avec l'ordre moral d'inspiration monarchiste et catholique instauré par le président démissionnaire Patrice de Mac Mahon. Ils entendent aussi rappeler la politique de défense nationale qu'ils ont menée de septembre 1870 à janvier 1871, pendant la guerre franco-allemande. De plus, en honorant la défense de Paris ils manifestent leur volonté de réintégrer la capitale dans la communauté nationale et, ainsi, de mettre fin aux divisions nées de la Commune.
À cette époque, l'édification de monuments commémoratifs a valeur de symbole. Dès les années 1880, la Troisième République suscite une « statuomanie » sans précédent qui valorise les « petites patries » autant que la grande, avec des œuvres comme « Les Bourgeois de Calais » d'Auguste Rodin  ou « Le Triomphe de la République » de Jules Dalou.

## Histoire du monument

### Concours d'artistes
En 1879, pour commémorer la défense héroïque de Paris contre les Prussiens durant la guerre de 1870-1871, la préfecture de la Seine organise un concours visant l'érection d'un monument. Il s'élèvera au « carrefour de Courbevoie » : c'est là que les Gardes nationaux, rassemblés place de l'Étoile dans la nuit du 18 au 19 janvier 1871, sont passés avant d'aller affronter les troupes ennemies à Buzenval. Prolongeant l'avenue de Neuilly, le lieu ferme la majestueuse perspective de l'Arc de triomphe. L'endroit retenu ne doit donc rien au hasard : les combats de 1871 prolongent en quelque sorte l'épopée napoléonienne, dont le prestige suscite toujours la fierté nationale en ce début de Troisième République.
Parmi la centaine de participants au concours figurent plusieurs artistes en vue :
- Louis-Ernest Barrias ;
- Auguste Bartholdi ;
- Alfred Boucher ;
- Albert-Ernest Carrier-Belleuse ;
- Gustave Doré ;
- Alexandre Falguière ;
- Alexandre-Victor Lequien ;
- Mathurin Moreau ;
- Auguste Rodin.

Après cinq tours de scrutin, les membres du jury retiennent les projets de Barrias, Lequien et Moreau pour finalement choisir celui de Barrias. Ayant pris part aux combats, le lauréat saura en traduire l'âpreté.

#### Rejet du projet de Rodin
Intitulé « L'Appel aux armes », le projet de Rodin est rejeté par le jury dès la première sélection. En 1937, selon la volonté du sculpteur, il est placé dans le jardin du musée Rodin. En 1916, le comité néerlandais de la Ligue des pays neutres, qui souhaite élever un monument commémoratif de la défense de Verdun, le choisit comme modèle. Après agrandissement au quadruple réalisé en 1917-1918, le monument est inauguré à Verdun le 1er août.

### Inauguration

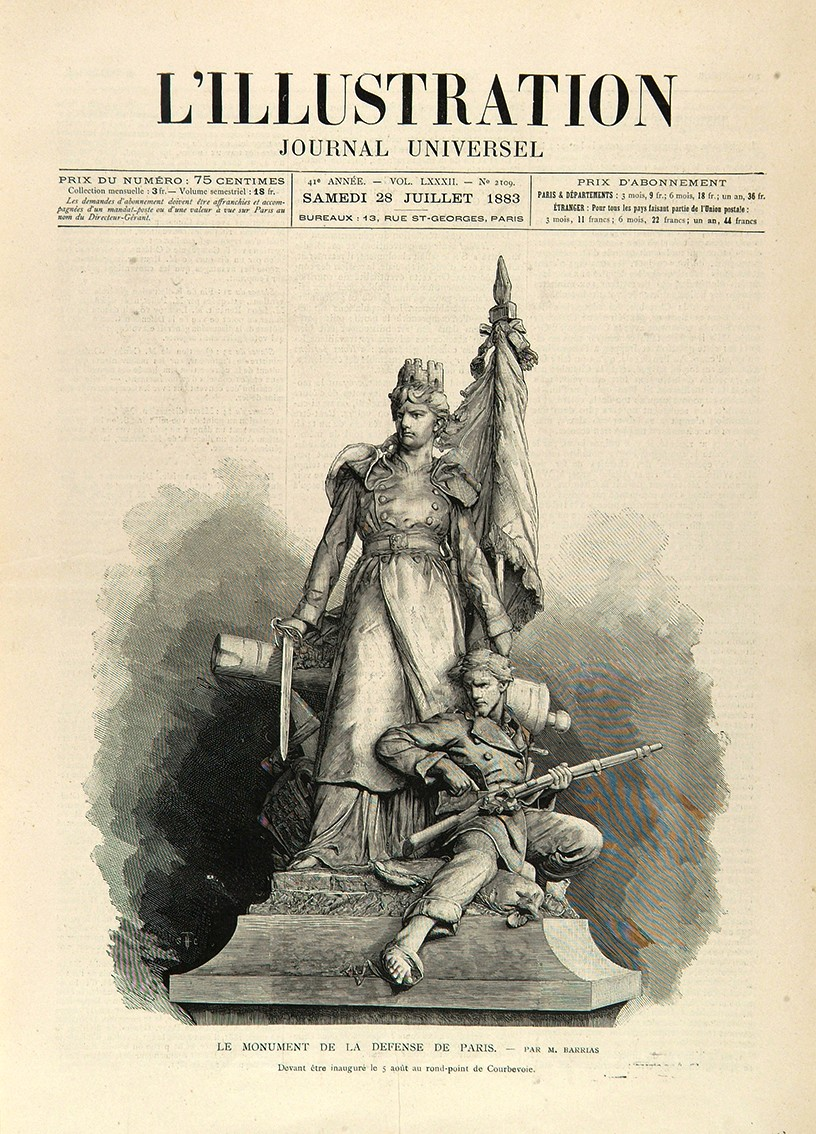
L'Illustration,
28 juillet 1883.

L'inauguration a lieu le dimanche 12 août 1883 en présence du ministre de l'Intérieur Pierre Waldeck-Rousseau, qui représente le gouvernement - ni Jules Grévy, président de la République, ni Jules Ferry, président du Conseil, ni même Jean Thibaudin, ministre de la Guerre, ne se sont  déplacés. Estimée à plus de cent mille personnes, une foule nombreuse s'amasse.
Le groupe de Barrias se dresse au centre de la place, sur un socle de granit haut de 5 mètres qui supportait naguère la statue en bronze de Napoléon Ier. Cette dernière a coiffé la colonne Vendôme de 1833 à 1863 ; installée à Courbevoie depuis 1870, immergée dans la Seine le 17 septembre de la même année vu l'approche des troupes prussiennes, elle sera transférée aux Invalides en 1911. Une grille en fer qu'orne aux quatre angles une lanterne à gaz entoure le monument.
La cérémonie débute à 16 heures par une salve de vingt-et-un coups de canon tirés du mont Valérien. La Garde républicaine interprète « La Marseillaise ». Suivent des discours rendant hommage au patriotisme des combattants et à l'héroïsme des Parisiens. L'allocution de Barthélémy Forest, ancien président du conseil général de la Seine, souligne la participation active des « communes suburbaines dont, pendant cette guerre fatale les courageux habitants vinrent combattre côte à côte avec les citoyens de Paris ». Un défilé militaire clôt la manifestation.
Des partisans de la Commune de Paris troublent l'événement. Pour commémorer les affrontements du 2 avril 1871 entre les Fédérés et l'armée du gouvernement réfugié à Versailles, un drapeau rouge est déployé. Une exclamation fuse : « longue vie à l'amnistie, longue vie à la république sociale ! ».

### Appellation du lieu
L'emplacement choisi pour élever le monument commémoratif s'appelle « rond-point de Courbevoie », « de la Demi-lune », « de Chantecoq » ou « de l'Empereur ». Après l'inauguration, il est renommé « Rond-point de la Défense » par référence au groupe sculpté.
En 1928, l'administration des PTT juge l'appellation « DÉFense » suffisamment représentative de Courbevoie pour en devenir l'indicatif téléphonique. Ce préfixe subsistera jusqu'en octobre 1963, avant d'être remplacé par sa combinaison chiffrée « 333 ».
Le « rond-point de la Défense » existe toujours en 1958 lorsque est inauguré le CNIT, construit au nord-ouest du site à partir de 1954.

### Vicissitudes

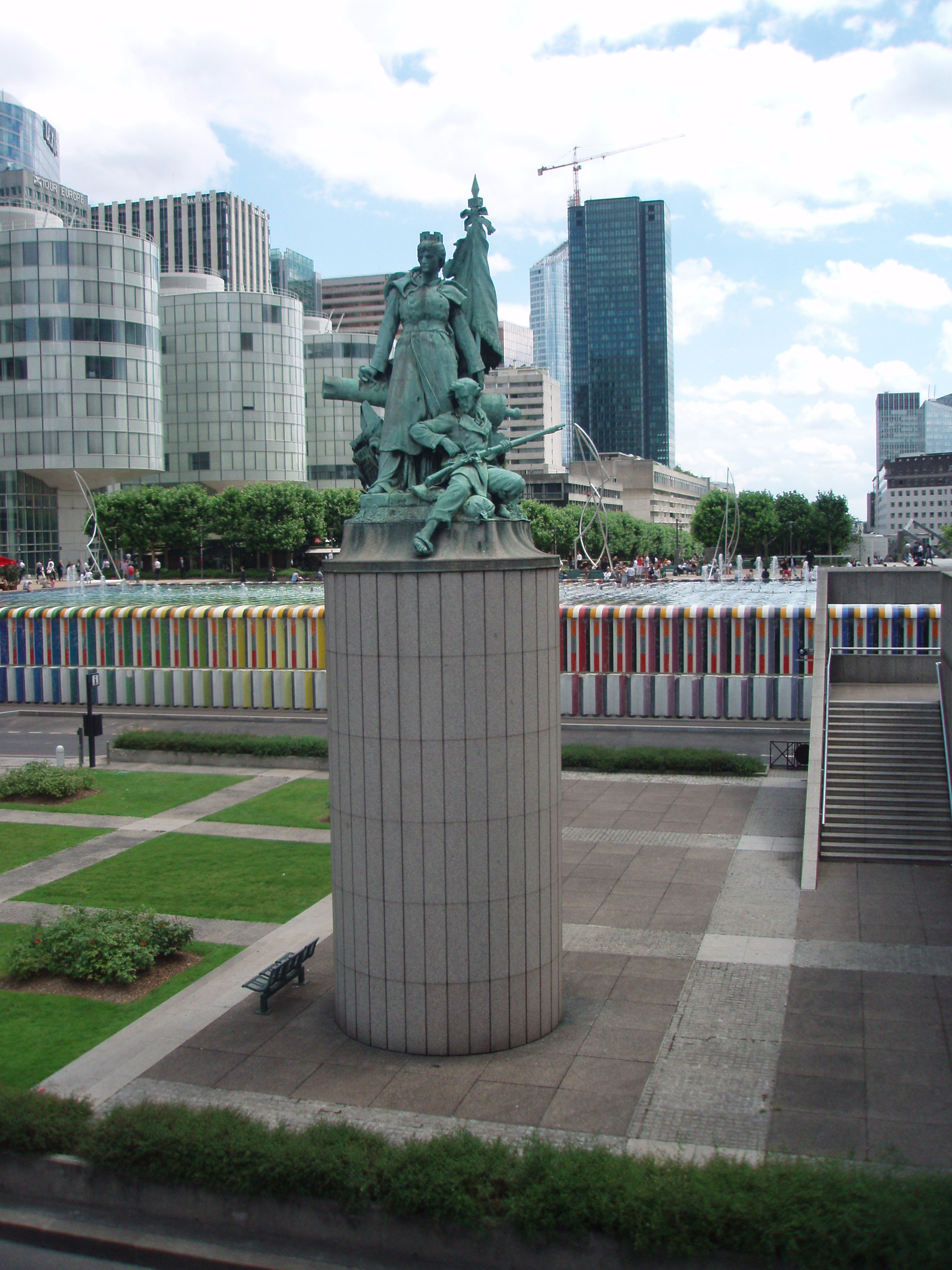
Le groupe sculpté dans un patio, en 2010.

En 1953, un projet assez vite abandonné vise à remplacer le groupe de Barrias par une statue de Léon Gambetta. Mais en 1964, le monument est remisé dans un chantier et juché sur des parpaings.
Avec l'essor du « quartier d'affaires de la Défense », les travaux se succèdent :
- construction de la gare du RER, inaugurée en 1970 ;
- création du parvis, qui entraîne la disparition du rond-point en 1971[9] ;
- édification du centre commercial des Quatre Temps, achevé en 1981[9].

Le 21 septembre 1983, cent ans après son inauguration, le groupe de Barrias en connaît une seconde entre la place de la Défense et l'esplanade, à quelques dizaines de mètres à l'est de son emplacement initial, là où se trouve l'actuelle Fontaine d'Agam. Puis il subit d'autres déplacements liés à l'évolution du site. Relégué pour un temps dans un patio situé en contrebas, le long d'un axe routier souterrain, il échappe aux regards,.

### Emplacement actuel
En janvier 2017, il est transféré sur l'esplanade qui s'étend à l'est, devant le complexe de bureaux « Cœur Défense », au lieudit « Table Square ».
Situé à mi-chemin de la Grande arche et de la Seine, sur l'« axe de la Défense » qui prolonge la perspective de l'Arc de triomphe, il retrouve presque sa place d'origine.
Mais son piédestal d'un mètre insuffisamment haut et son emplacement problématique, jouxté par une terrasse de café et borné d'une tour, le privent de son initiale monumentalité.

## Description
Coulé en bronze par le fondeur Henri Léon Thiébaut, le groupe sculpté mesure 5,5 mètres de haut et pèse 3,5 tonnes.
Ses trois personnages incarnent plusieurs aspects de la « défense de Paris », dont ils résument l'héroïsme : 
- derrière un canon sous lequel repose le blason de Paris, une femme debout coiffée d'une couronne murale, portant l’uniforme de la Garde nationale à la boucle de ceinture ornée des armoiries parisiennes, tient de la main gauche un drapeau dont la hampe affiche, sur ses deux faces, le monogramme « RF ». De la main droite, elle brandit une épée abaissée aujourd'hui disparue (juin 2022). Par sa pose altière, son pied droit avancé sur lequel elle se campe fermement, son visage  grave et son air déterminé, elle incarne la capitale qui refuse de capituler ;
- un garde mobile affaissé sur un sac oblong, dont le dessus montre une déchirure, enfonce les trois premiers doigts de la main droite dans sa cartouchière pour armer un « fusil d'infanterie à tabatière modèle 1867 ». Sa jambe droite tendue qui dépasse laisse voir un pied nu et bandé. Avec son regard amer mais farouche, il honore les soldats qui défendent Paris. Le visage est celui d’Henri Regnault, ami du sculpteur qui a voulu l’immortaliser[11] ;
- du côté opposé, une fillette assise se blottit dans une mante. Pieds nus, bras croisés, tête inclinée à gauche, elle ferme les yeux dans une sorte de sommeil funèbre. Son attitude prostrée et son vêtement misérable rappellent les souffrances de la population civile, qui endure froid et faim durant le terrible siège de Paris par l'armée prussienne.

La femme et l'homme regardent vers le sud-ouest en direction du lieudit « Buzenval », où se déroulèrent les derniers combats en janvier 1871.
Formant une famille unie face à l'adversité, les trois personnages s'imposent comme une métaphore de la réconciliation nationale.
Barrias se serait inspiré de l'œuvre d'Amédée Doublemard intutilée « La Défense de la barrière de Clichy » ou « Monument au Maréchal Moncey », érigée place de Clichy à Paris en 1870. En 1882, Antonin Mercié présente au Salon un groupe en bronze d'une composition très proche qui rend hommage aux défenseurs de Belfort ; nommé « Quand même ! », il est inauguré en 1884.
Selon le courbevoisien Henri de Frémont (1913-2007), il a échappé à tout le monde que la femme en capote de garde national représente non pas la Ville de Paris résistant aux troupes prussiennes mais la Commune insurgée contre les Versaillais d'Adolphe Thiers. Et de fait, par rapport à Puteaux Versailles se trouve dans la même direction sud-ouest que Rueil-Malmaison, où eurent lieu les batailles de Buzenval d'octobre 1870 et janvier 1871.

## Galerie de photographies

Bataille de Buzenval
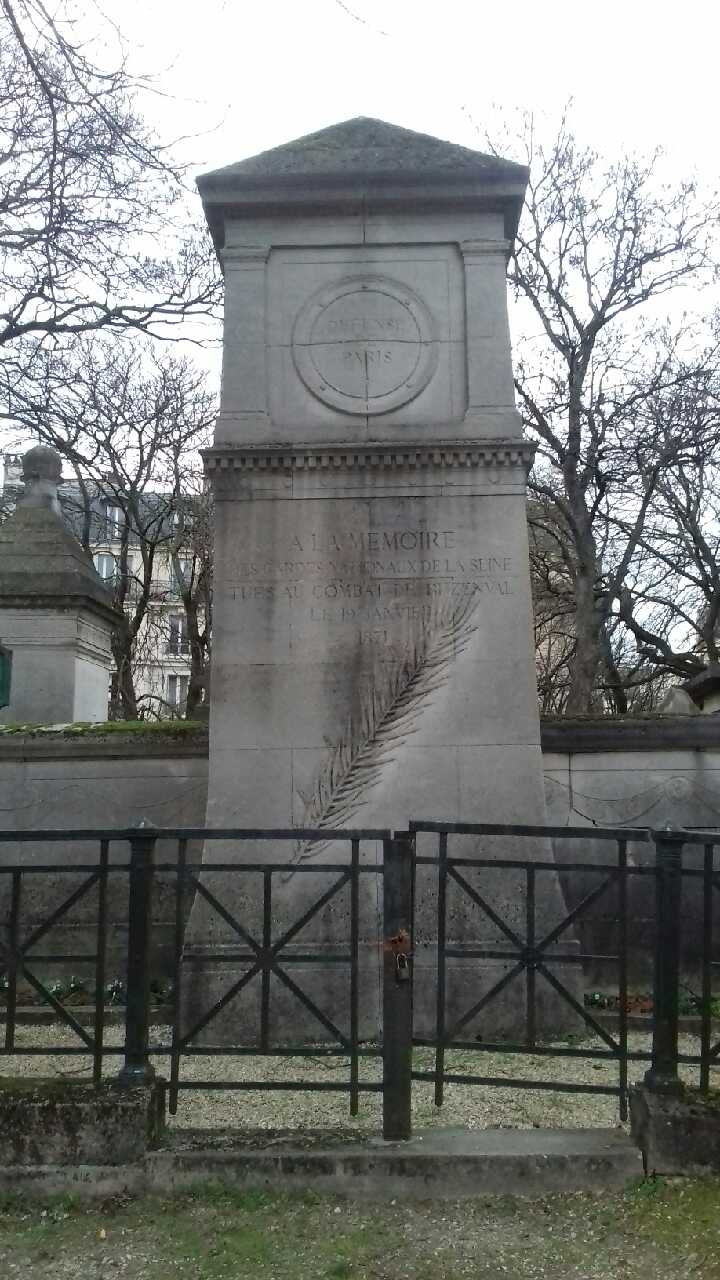
Monument aux combattants de Buzenval. Cimetière du Père-Lachaise (72e division).

Projet de Rodin
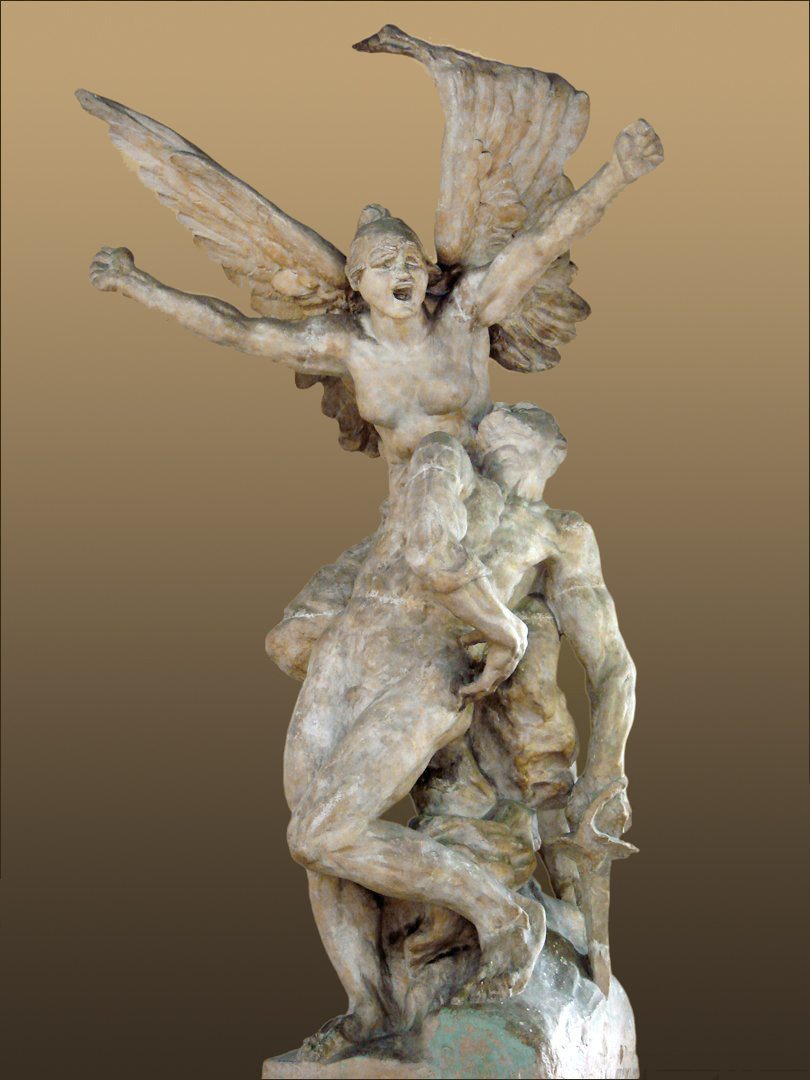
Plâtre patiné de Rodin. Paris, musée d'Orsay.
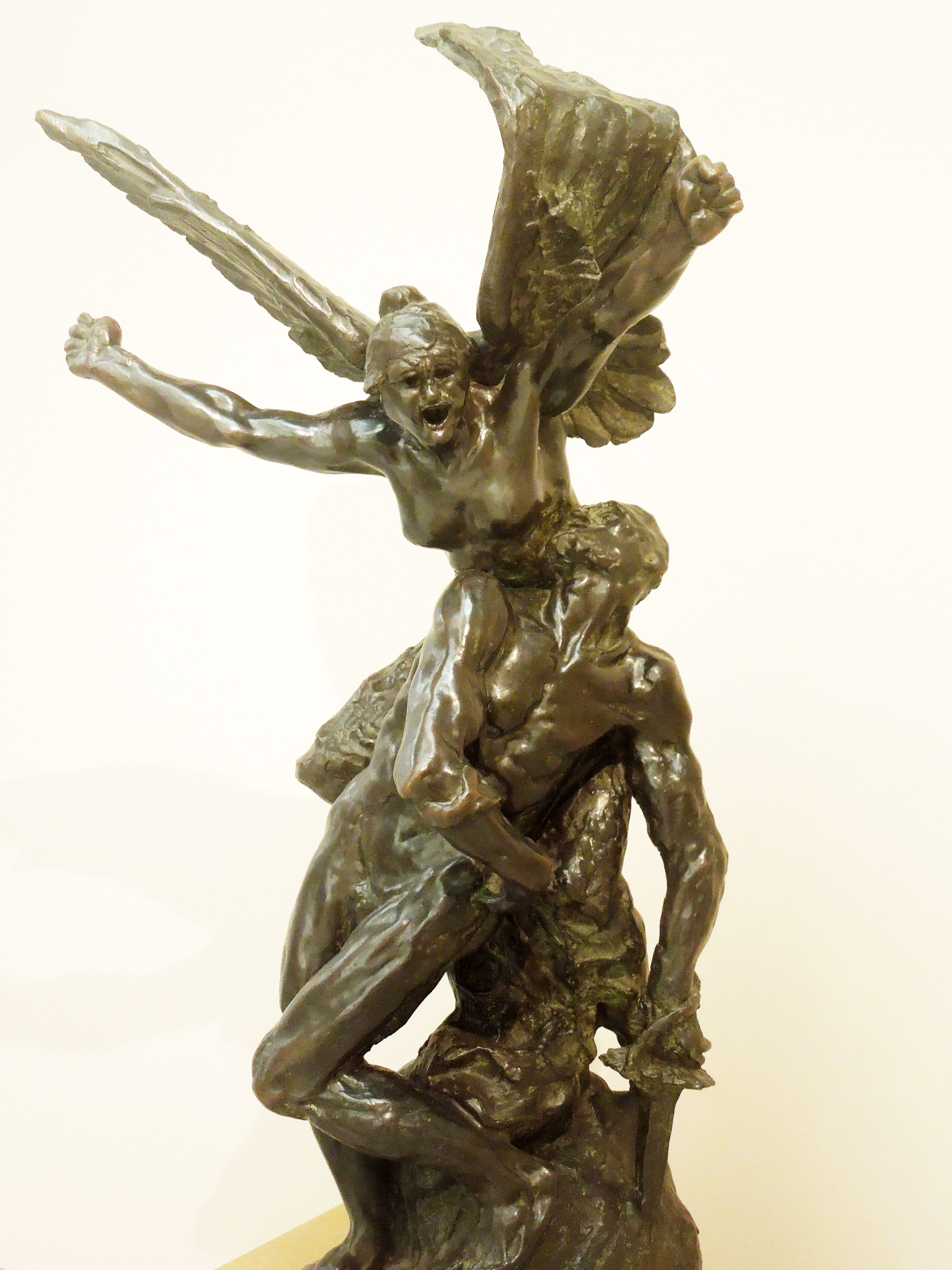
Bronze de Rodin (1878).
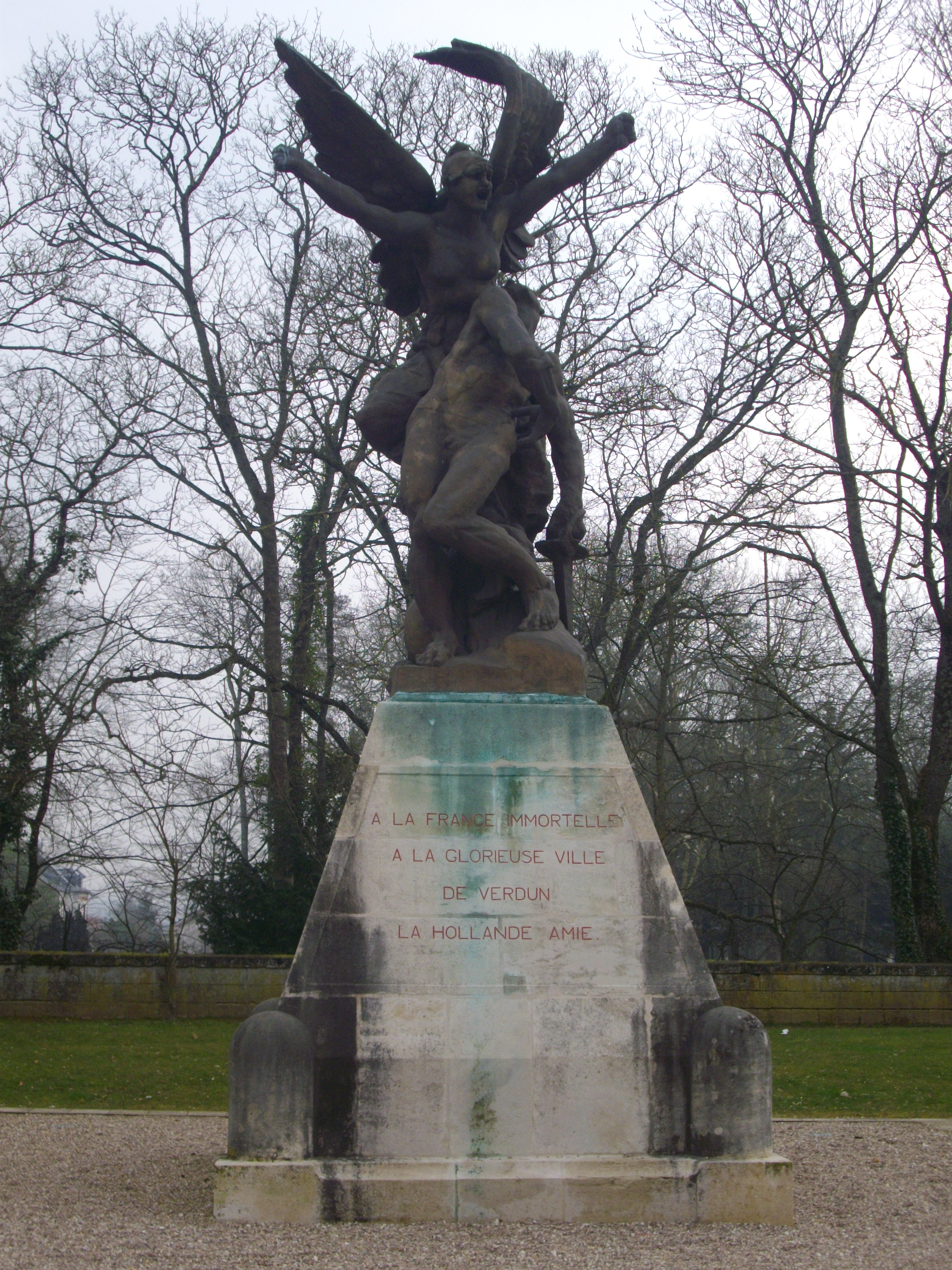
Statue de Rodin. Verdun (Meuse).

Groupe sculpté de Barrias : vues anciennes
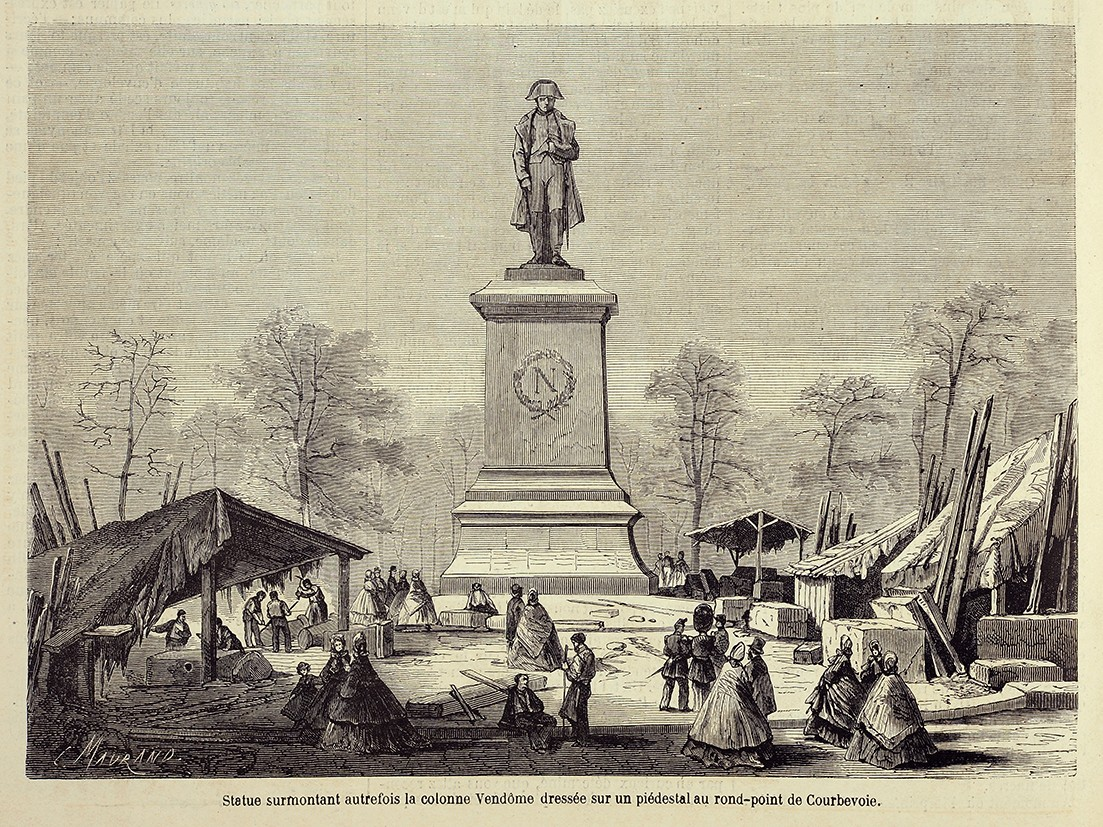
La statue de Napoléon Ier vers 1865. Gravure de Charles Maurand.
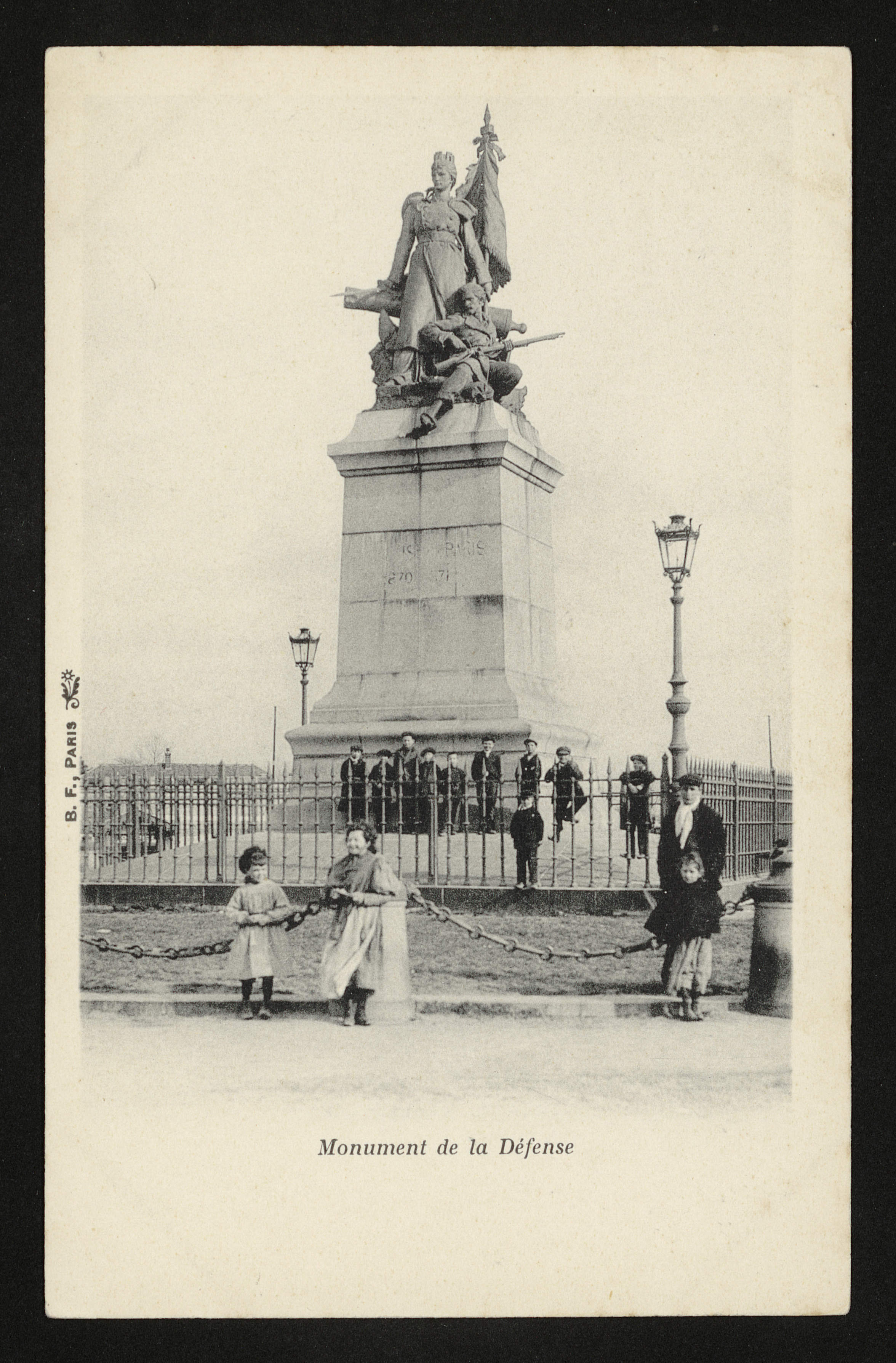
Vers 1900, carte postale.
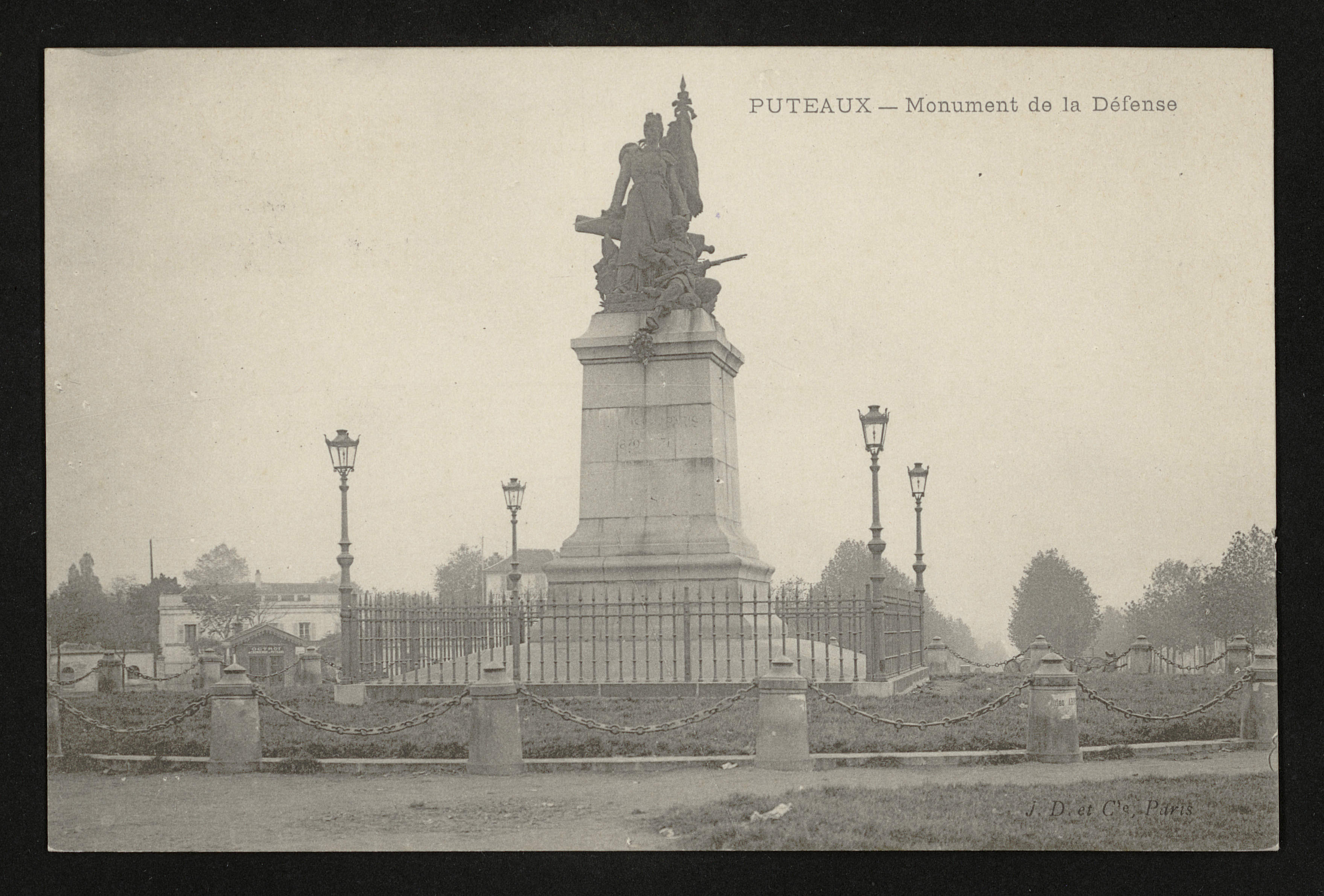
Vers 1900, carte postale.

Groupe sculpté de Barrias : vues récentes
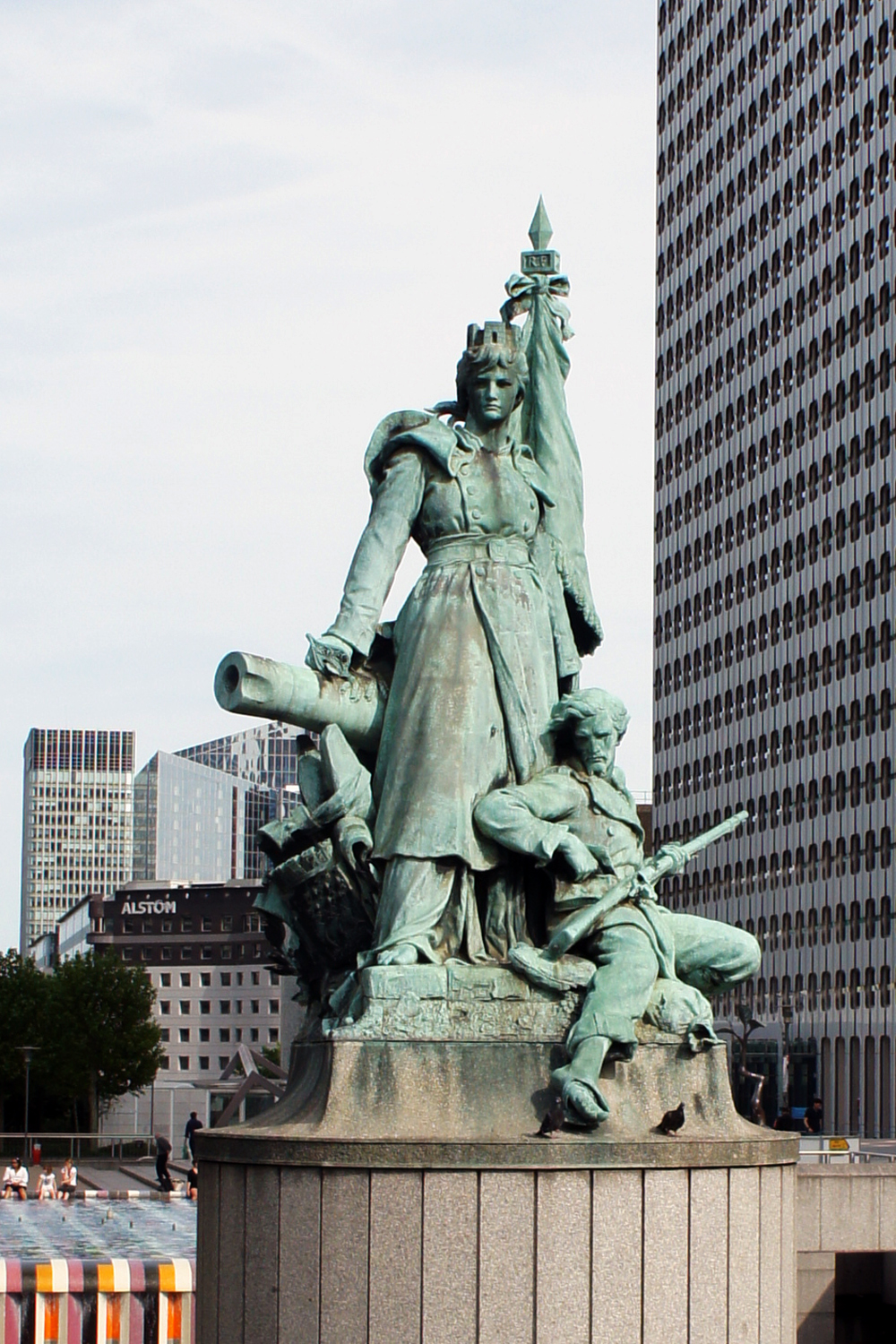
En 2012.
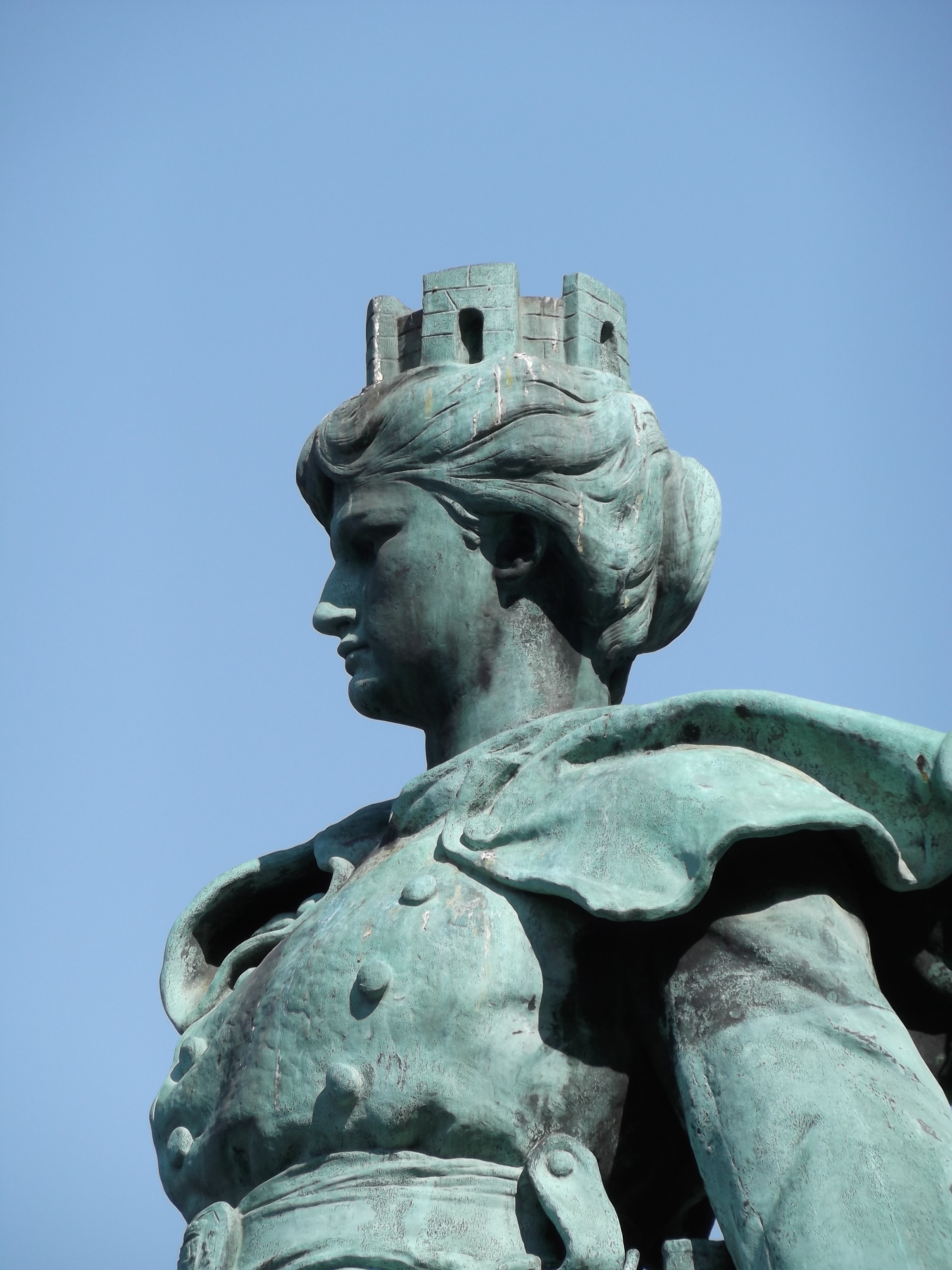
En 2012 (détail).
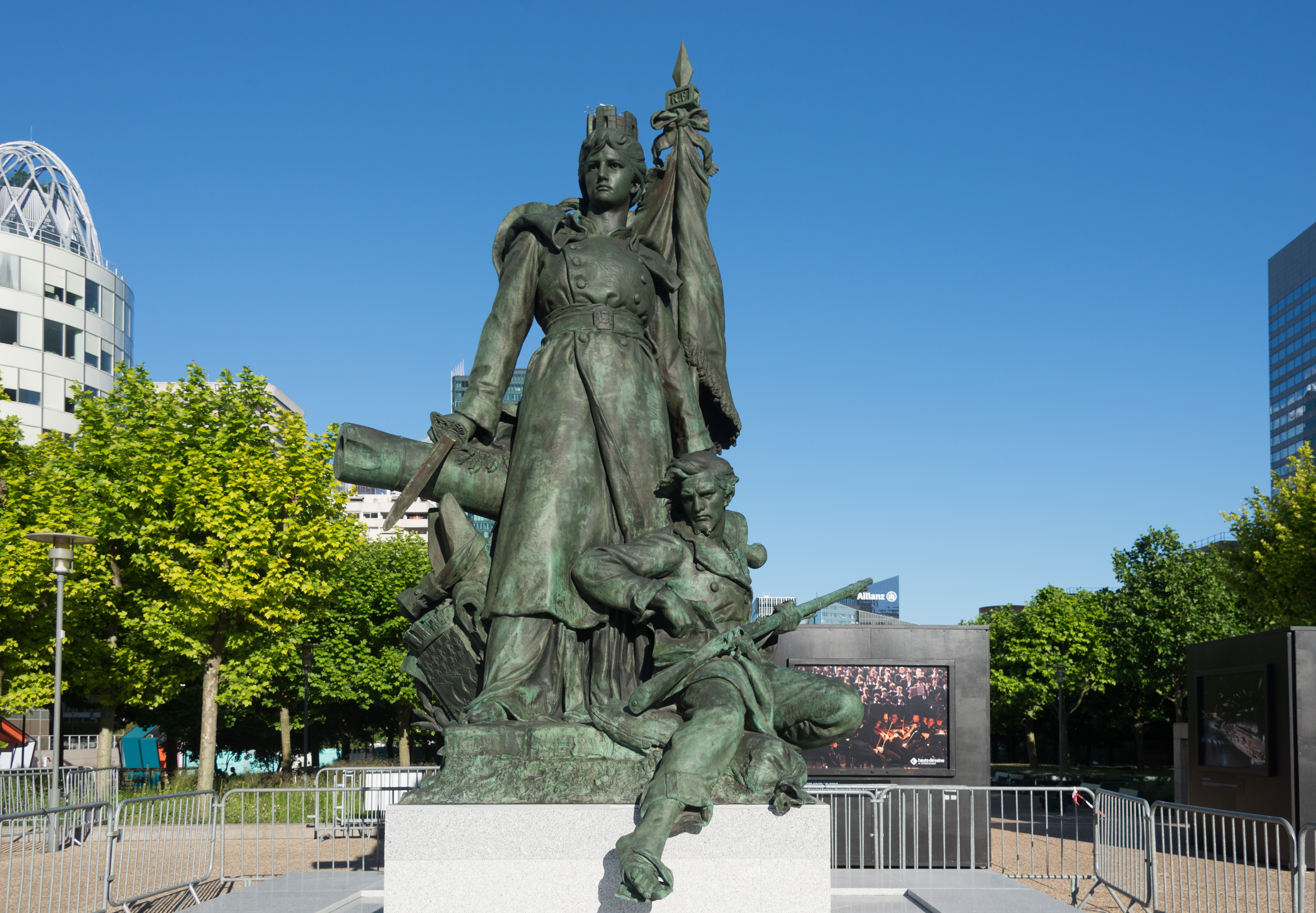
En 2017.
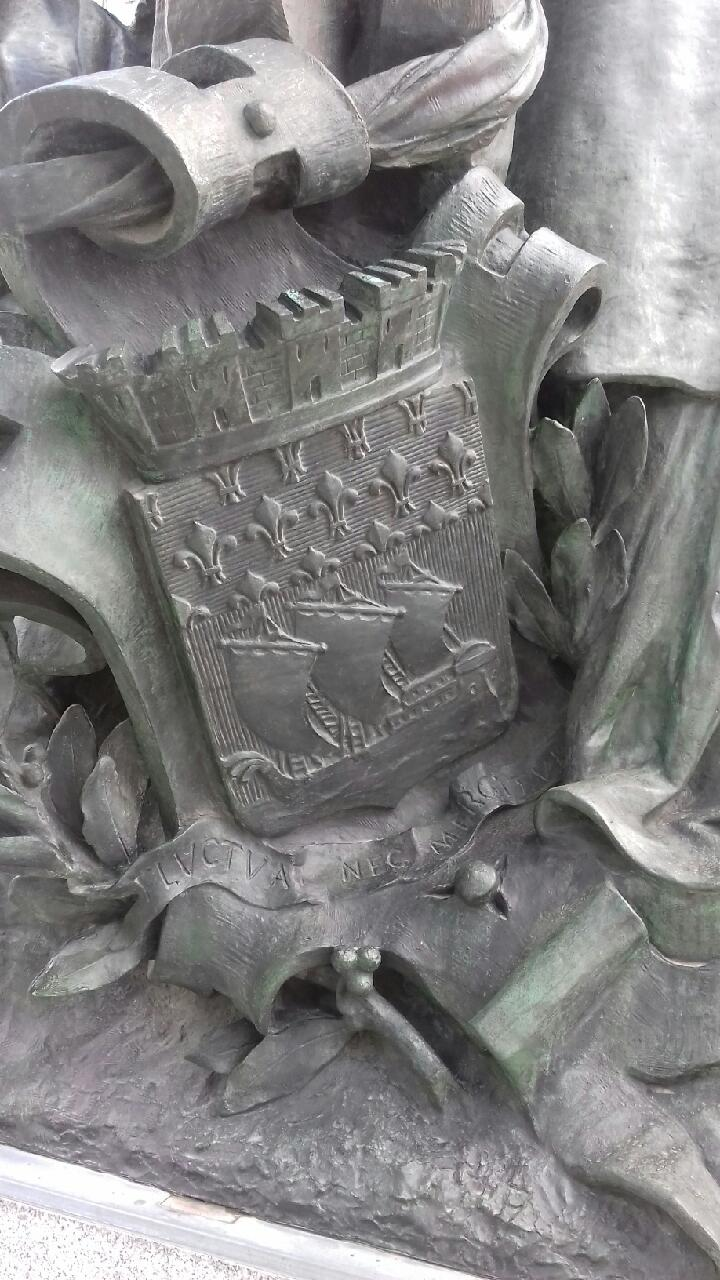
En 2022 (détail).
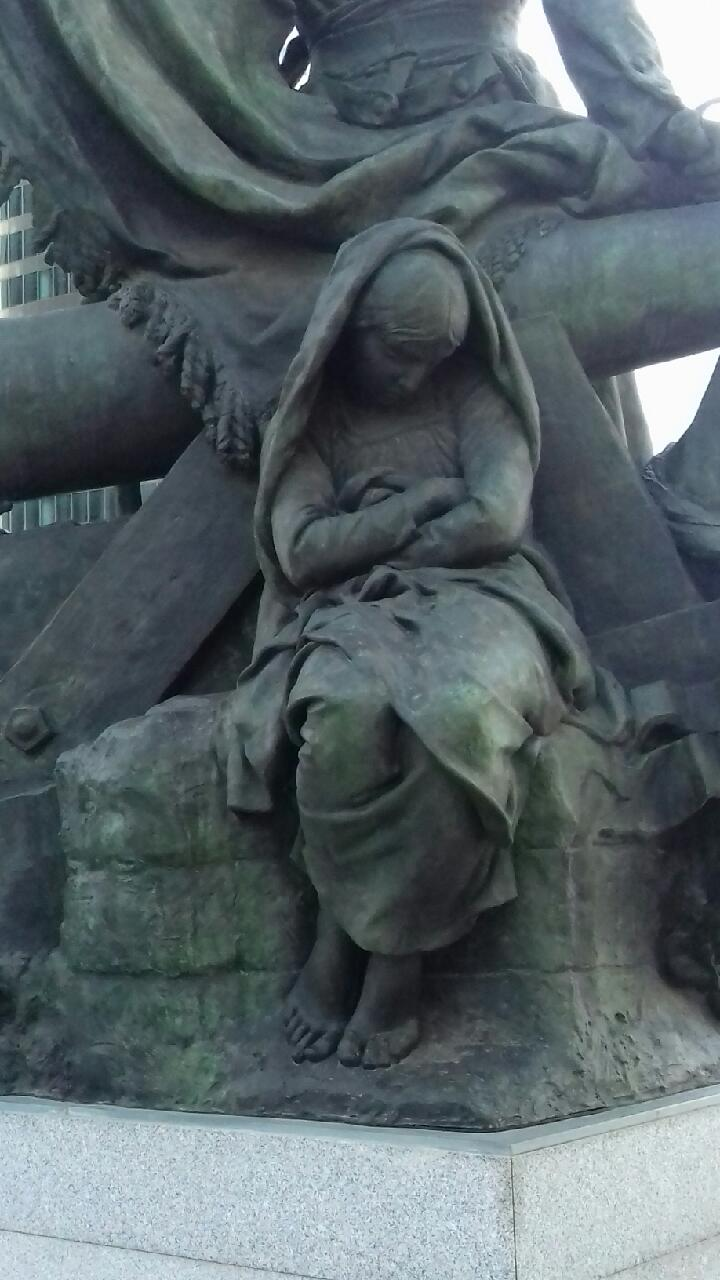
En 2022 (La jeune fille).